# Hajo Schomerus
Hajo Schomerus (Hannover, 25 de març de 1970) és un director de fotografia alemany.

## Biografia
Hajo Schomerus va estudiar fotografia de cinema i de televisió a la Universitat de Ciències Aplicades de Dortmund. Va fer un semestre de pràctiques a Anthology Film Archives, Nova York, amb Jonas Mekas, un semestre a l'estranger al Film and Television Institute of India a Pune, Índia. La seva pel·lícula de graduació Ich und das Universum va guanyar, entre d'altres, el Premi de la Crítica de Cinema Alemany com a "Millor Curtmetratge", el Premi Jameson i el Premi UIP a Sarajevo i va rebre una nominació al 16ns Premis del Cinema Europeu.
Hajo Schomerus va participar com a càmera en nombroses produccions de cinema i televisió.
El documental de cinema Im Haus meines Vaters sind viele Wohnungen, estrenat l'any 2010, és el seu primer llargmetratge com a director.

## Filmografia (selecció)
- 2002: SAINKHO – A Voice On The Edge, mit anderen
- 2002: Narren, zusammen mit Olaf Hirschberg
- 2003: Das Goebbels-Experiment
- 2003: Syri magjik
- 2003: Ich und das Universum
- 2004: Lost in Liberia (direcció: Luzia Schmid)
- 2004: Geschwister Vogelbach
- 2005: Ich, Reich-Ranicki
- 2006: Benidorm
- 2010: Im Haus meines Vaters sind viele Wohnungen, direcció i fotografia
- 2010: The Real American-Joe McCarthy
- 2011: Schönheit
- 2011: Peak – Über allen Gipfeln, juntament amb Thilo Schmidt
- 2013: Mein Weg nach Olympia
- 2013: Die Familie mit den Schlittenhunden
- 2013: Der Blick in den Abgrund
- 2014: 10 Milliarden – Wie werden wir alle satt?
- 2015: Grenzbock
- 2015: Der Kuaför aus der Keupstrasse
- 2016: Kokolampy, Buch, direcció und Kamera[3]
- 2017: Mr Gay Syria
- 2018: Es hätte schlimmer kommen können – Mario Adorf
- 2019: Der Ast auf dem ich sitze
- 2020: Hyperland
- 2020: Vatersland
- 2023: Olaf Jagger

## Premis
- 2000: Premi a la càmera del Festival Internacional de Cinema Juvenil d'Hamburg per Schön 2000
- 2003: Premi de la Crítica de Cinema Alemany Millor curtmetratge alemany
- 2003: Festival de Cinema Europeu de Stuttgart-Ludwigsburg Premi de Curtmetratge Alemany
- 2003: Premi del públic del Festival Internacional de Curtmetratges d'Hamburg per Ich und das Universum
- 2004: Premi UIP de Sarajevo per Ich und das Universum
- 2006: XXVII edició de la Mostra de València: Millor Fotografia per Syri magjik[4]
- 2011: Premi de la Crítica de Cinema Alemany Millor documental per Im Haus meines Vaters sind viele Wohnungen